# 第3自動車化狙撃師団 (ロシア陸軍)
第3自動車化狙撃師団（だい3じどうしゃかそげきしだん、ロシア語: 3-я мотострелковая дивизия）は、ロシア陸軍の師団。第20親衛諸兵科連合軍隷下。

## 概要

### 第二次世界大戦
1943年5月28日、第二次世界大戦の影響に伴い、赤軍第31戦車軍団としてロシア・ソビエト連邦社会主義共和国クルスク州で創設された。
1943年7月から独ソ戦に投入され、枢軸国に勝利し、赤旗勲章、2等スヴォーロフ勲章、2等クトゥーゾフ勲章、名誉称号「ヴィスワ」を授与された。
1945年7月、ウクライナ・ソビエト社会主義共和国フメリニツキー州に移駐し、部隊縮小に伴い、第31戦車師団に改編された。

### 冷戦期

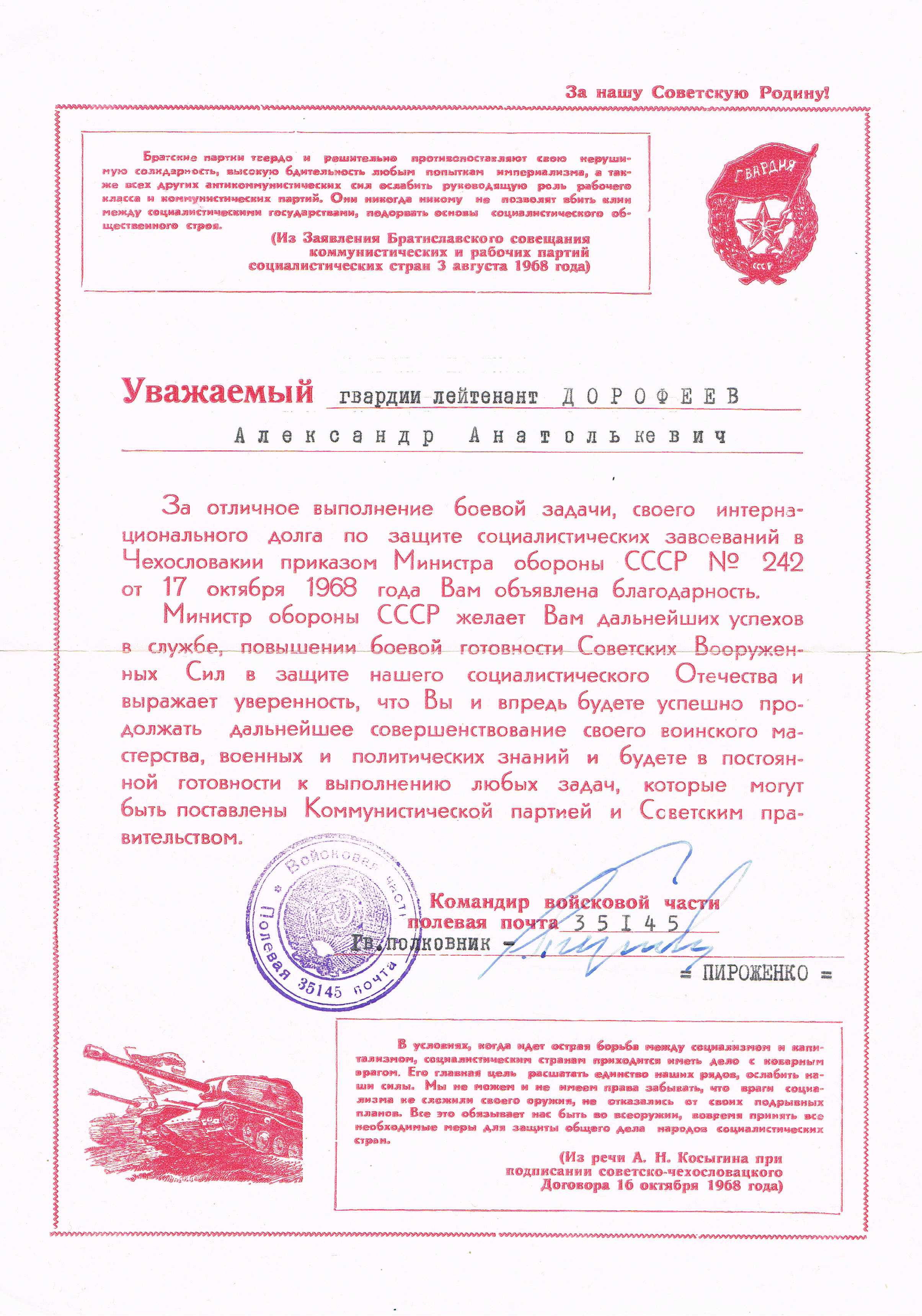
プラハの春感謝状

1968年8月、プラハの春に投入され、チェコスロバキア社会主義共和国に移駐した。
1990年4月、ロシア・ソビエト連邦社会主義共和国ゴーリキー州に移駐した。

### ロシア陸軍
1992年5月、ソビエト連邦の崩壊とロシアの独立で創設されたロシア陸軍に編入した。
1994年12月から、第一次チェチェン紛争、第二次チェチェン紛争に投入された。
1997年7月、歩兵部隊化に伴い、第3自動車化狙撃師団に改編された。
2009年1月、第100戦車連隊が第6独立戦車旅団に改編され、第22諸兵科連合軍隷下に転属した。
2009年3月、部隊縮小に伴い、第9独立自動車化狙撃旅団に改編された。
2016年10月、部隊増強に伴い、第3自動車化狙撃師団に改編された。

### ロシアのウクライナ侵攻

#### 北東部・イジューム戦線
2022年3月、ロシアのウクライナ侵攻でロシア・ベルゴロド州から攻勢を開始し、ルガンスク人民共和国から進軍してきた友軍と東部ルハーンシク州セヴェロドネツィクで合流する前に撃退された。
2022年4月、北東部ハルキウ州イジューム地区に再配置され、第144親衛自動車化狙撃師団の救援で攻勢を開始し、第252親衛自動車化狙撃連隊のイゴール・ニコラエフ連隊長、ドミトリー・トプトゥン大隊長が戦死したが、イジューム南のドベンケを占領した。占領中には住民から毒入りのパイやピロシキを振る舞われ、戦死者2人、戦傷者28人の損害を受けた。9月にはウクライナ軍の攻勢でハルキウ州の大部分を解放されて撤退した。

#### 東部・北ドネツク戦線
2022年9月、第752親衛自動車化狙撃連隊が東部ドネツィク州クラマトルシク地区に配備され、ウクライナ軍の攻勢でリマンに包囲され降伏勧告を無視して抗戦し大損害を出したが、ウラジーミル・プーチン大統領がウクライナ4州の併合を発表すると撤退した。

#### 東部・スヴァトヴェ-クレミンナ戦線
2022年10月、東部ルハーンシク州スヴァトヴェ地区に再配置され、兵員を9月下旬に発表されたばかりの動員兵で充足して再編された。第252連隊がウラジーミル・プーチン大統領が動員兵は後方地域に配置すると発表したにも拘わらず、2週間の新兵訓練後に前線に配置されたことを不服として無断撤退した。他部隊の指揮官に脱走兵と見咎められたが、書類上では部隊はロシアで訓練中となっており、徒歩での撤退を許可されて帰国後に脱走兵として拘束された。2023年6月に第237戦車連隊のデニス・ブヤノフ連隊長、2024年7月に第159独立対戦車砲大隊のルスタム・アビタエフ大隊長が戦死した。

## ギャラリー

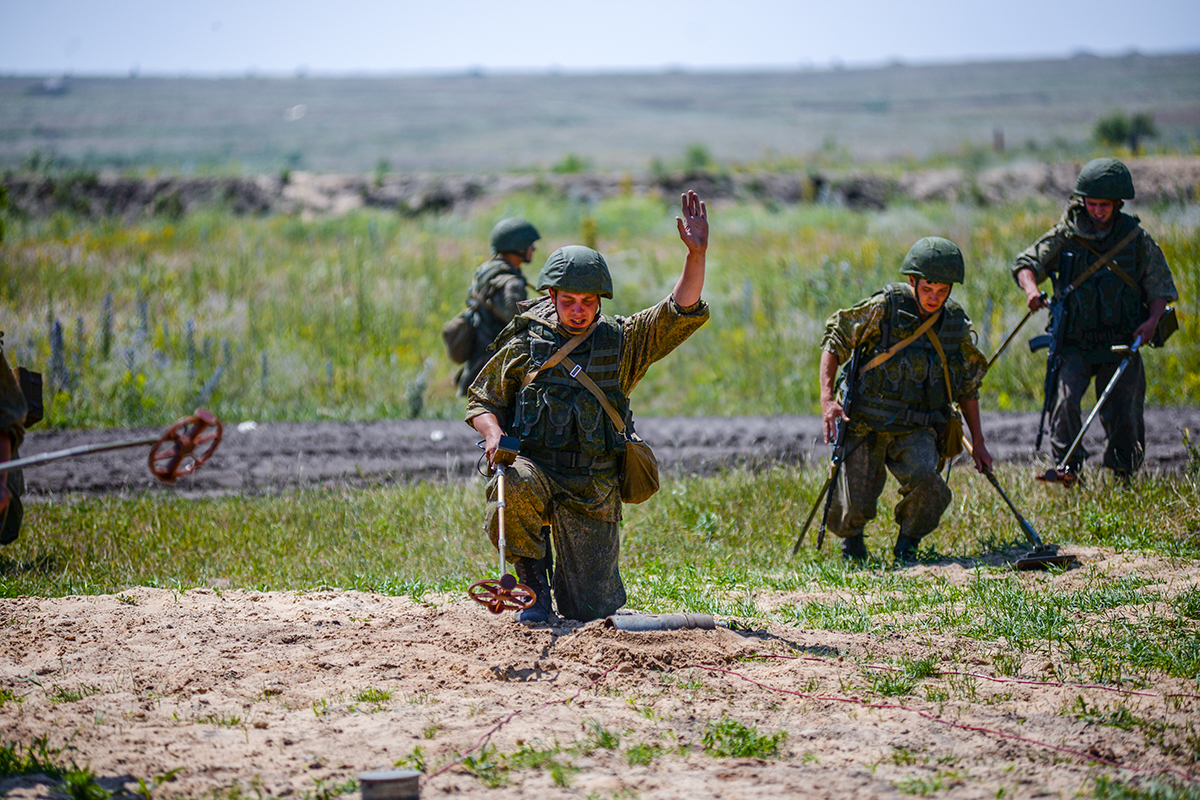
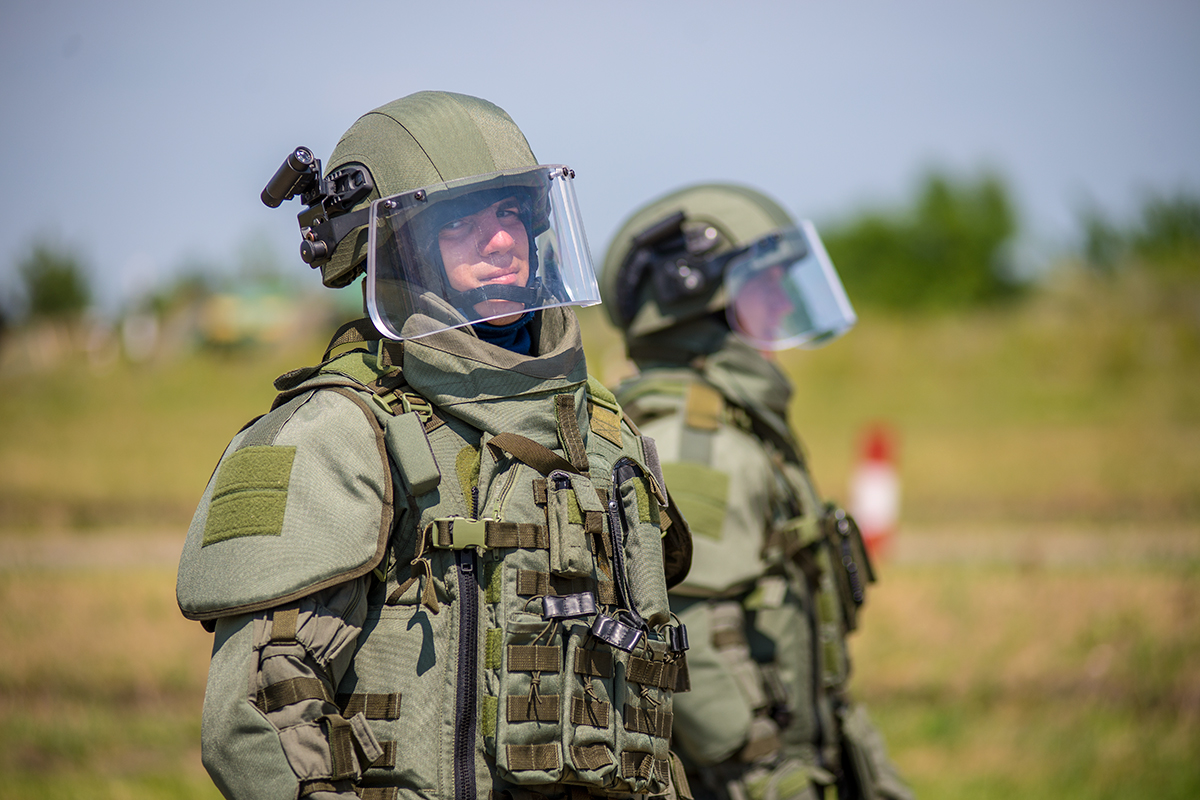
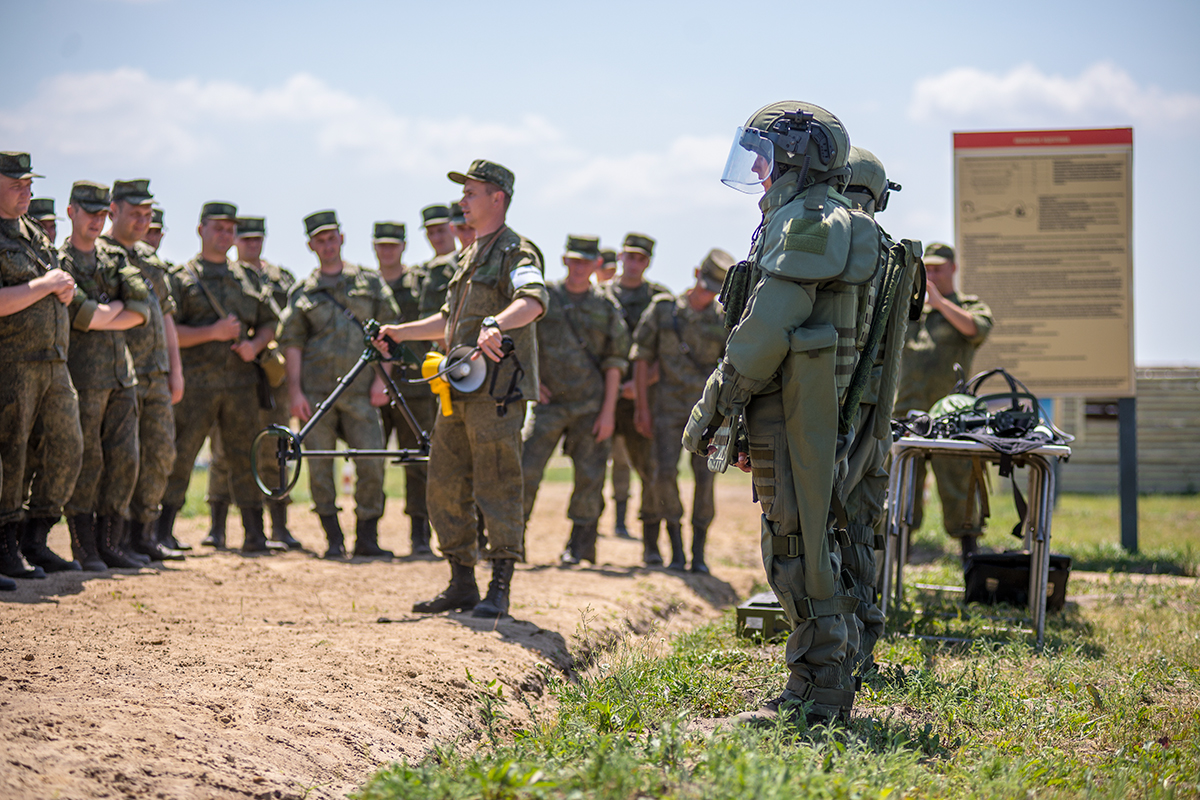
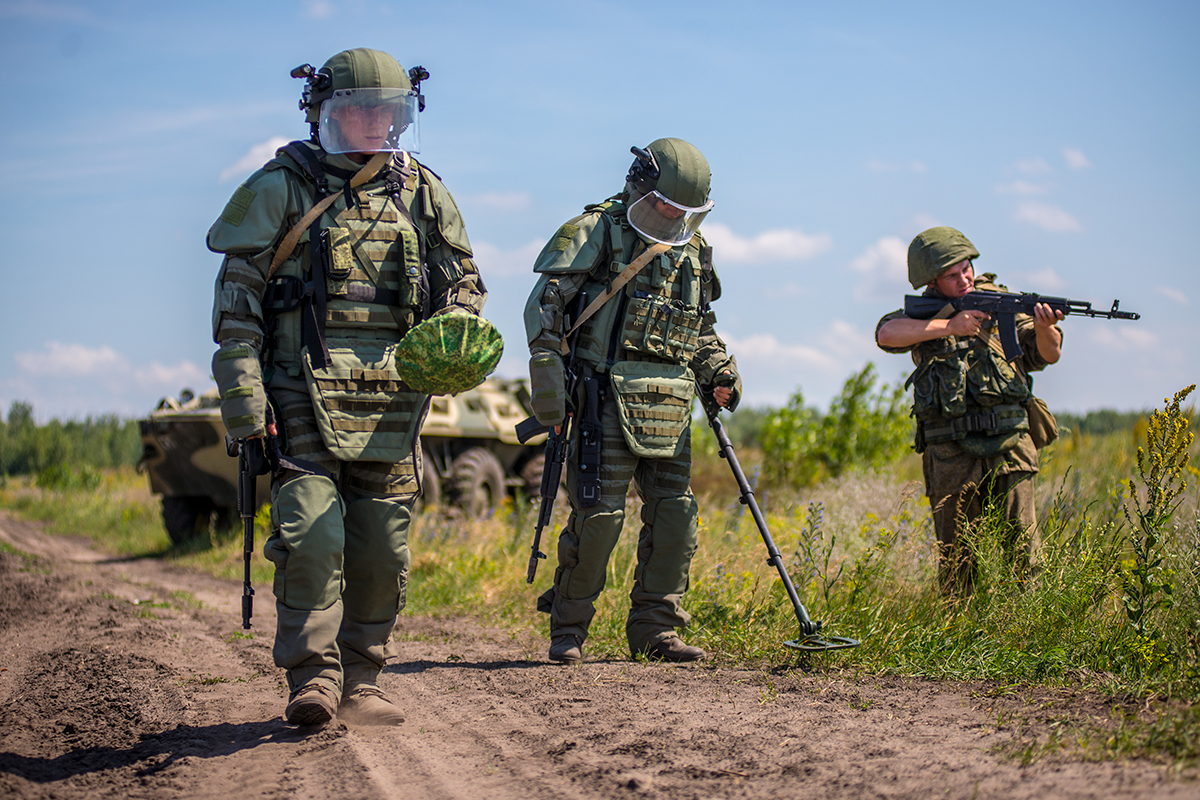
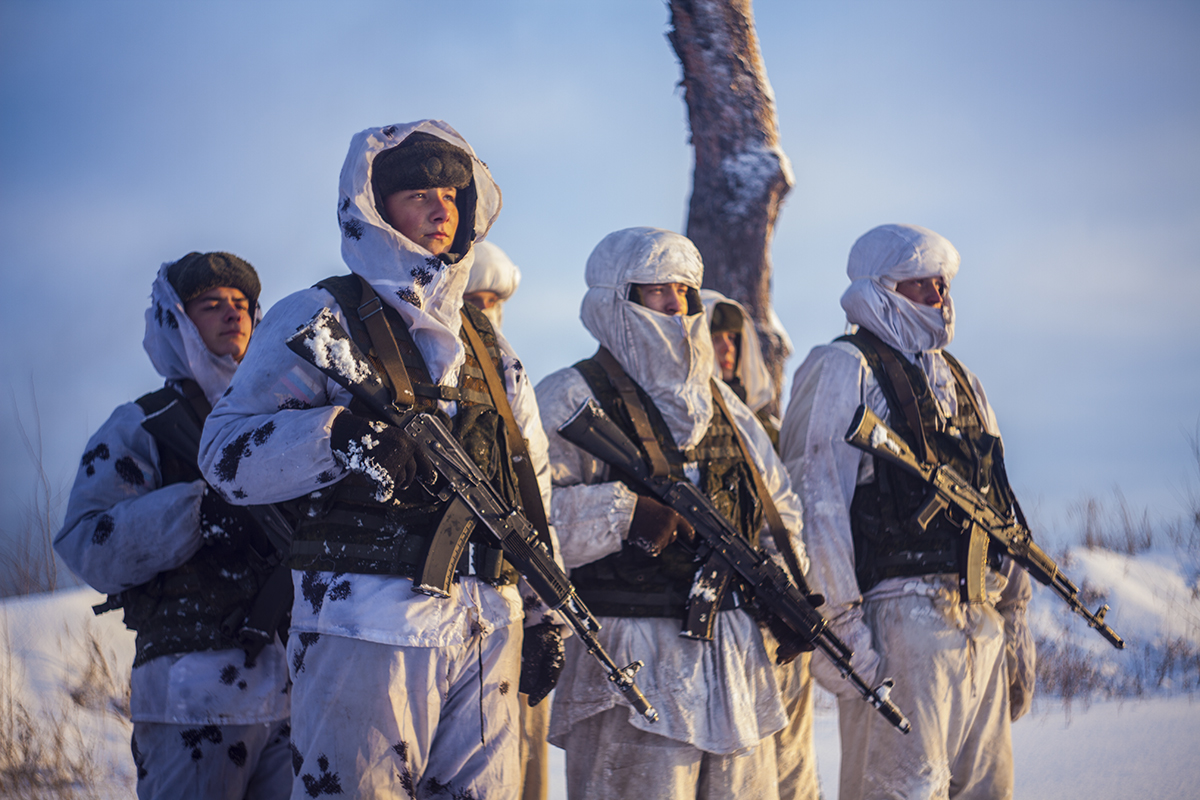
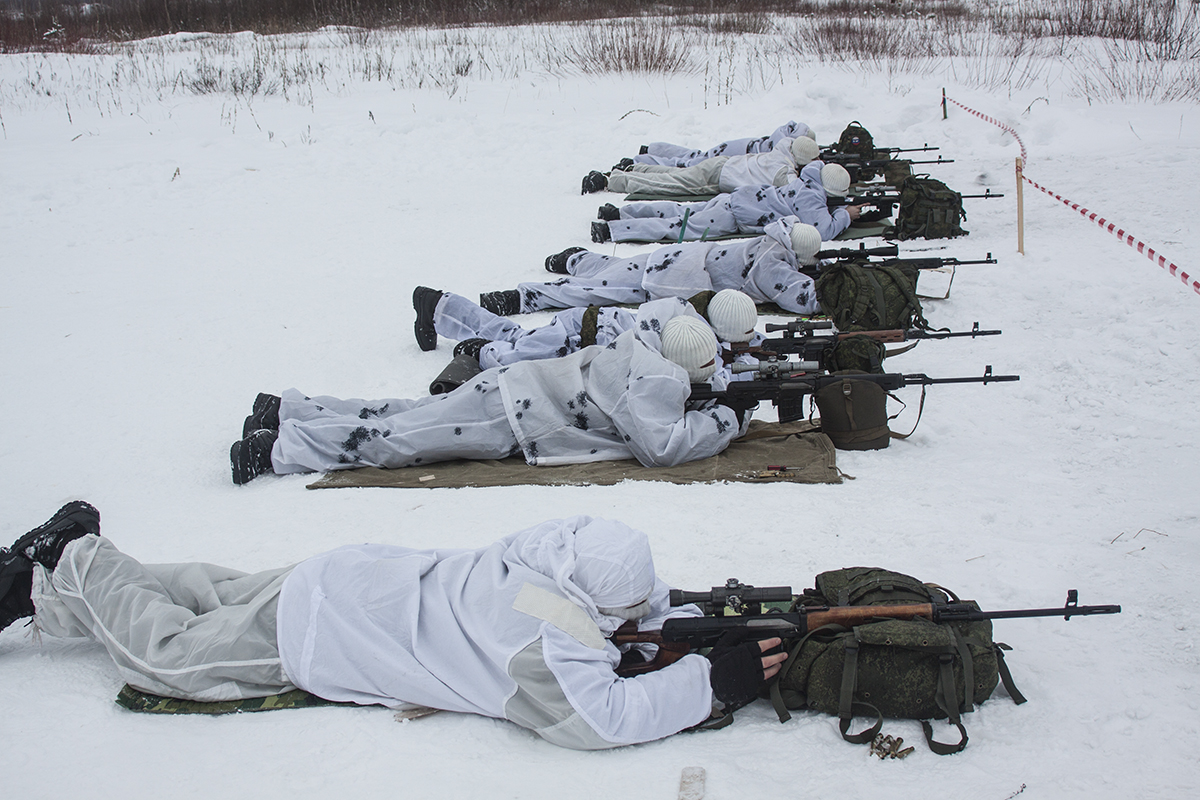
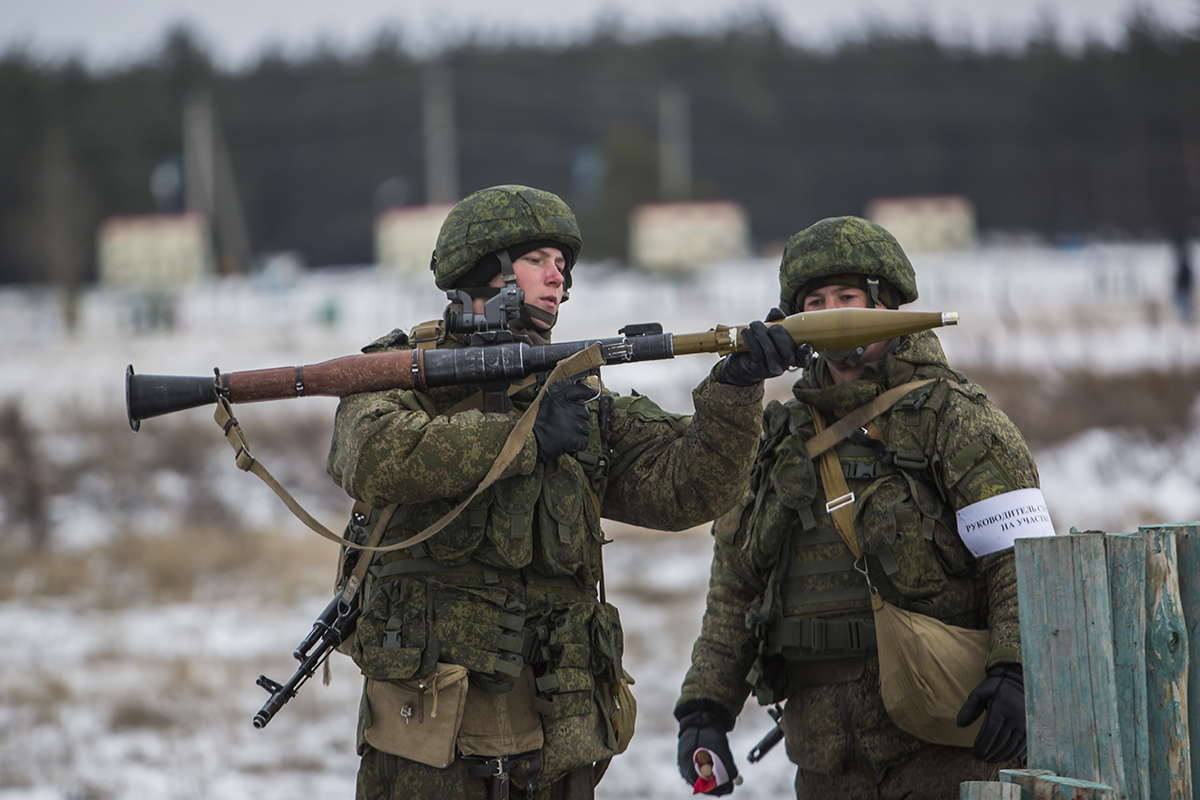
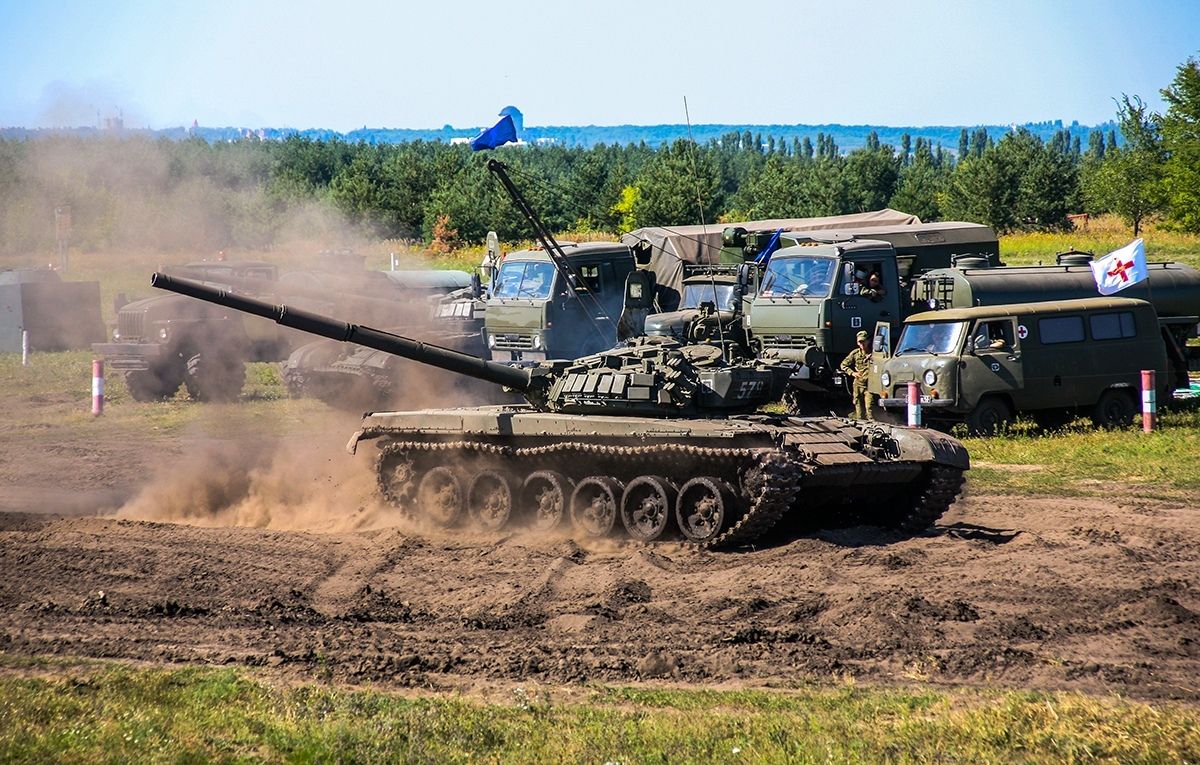
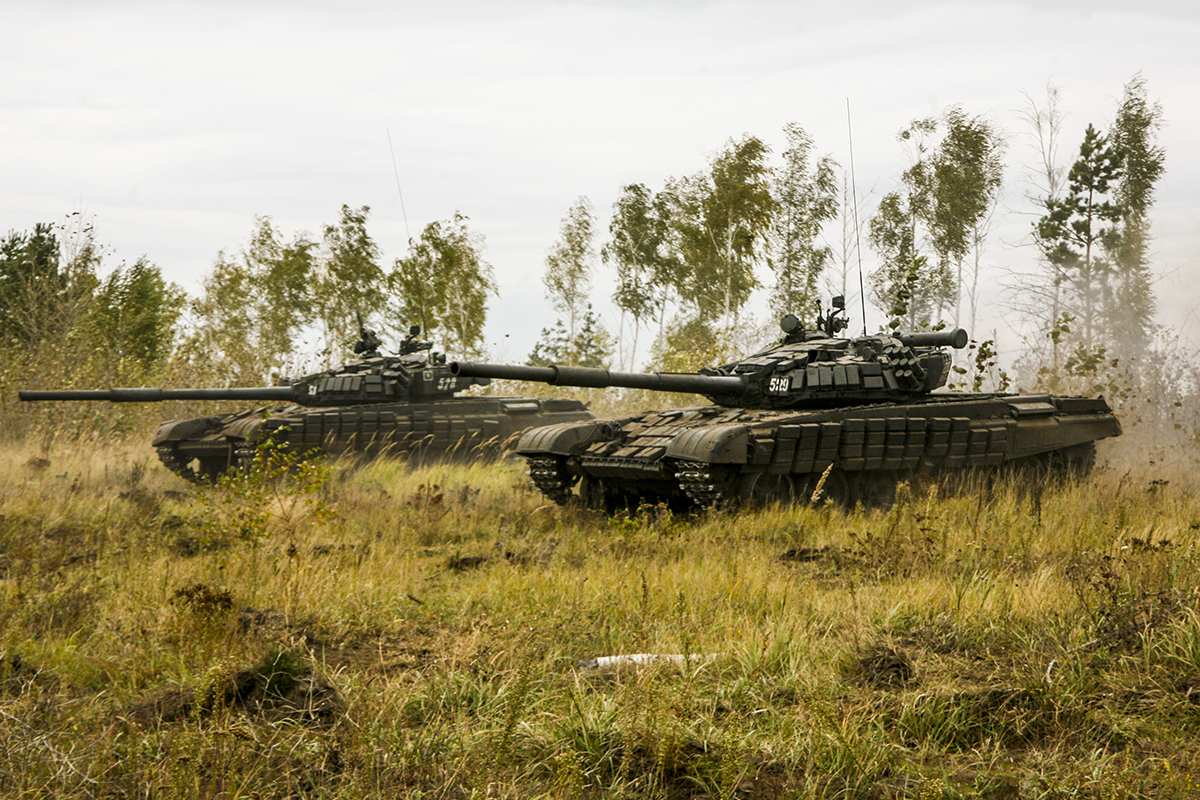

## 編制
- 師団司令部（ヴァルイキ）
- 第252親衛自動車化狙撃連隊
- 第362自動車化狙撃連隊
- 第752親衛自動車化狙撃連隊
- 第237戦車連隊
- 第99親衛自走砲連隊
- 第1143高射ミサイル連隊
- 第159独立対戦車砲大隊

- 第84独立偵察大隊
- 第337独立工兵大隊
- 第692独立通信大隊
- 第911独立兵站大隊
- 第231独立衛生大隊
- 電子戦中隊
- NBC防護中隊
- 無人機中隊